# Veenendaal
Veenendaal és un municipi de la província d'Utrecht, al centre dels Països Baixos. L'1 de gener de 2009 tenia 62.098 habitants repartits per una superfície de 19,81 km² (dels quals 0,21 km² corresponen a aigua). Limita amb Renswoude al nord, amb Utrechtse Heuvelrug a l'oest, amb Ede (Gelderland) a l'est i Rhenen al sud.

## Ajuntament
El consistori municipal consta de 33 membres, format des del 2006 per:
- ChristenUnie, 7 regidors
- PvdA, 6 regidors
- VVD, 5 regidors
- CDA, 5 regidors
- SGP, 4 regidors
- Lokaal Veenendaal, 3 regidors
- GroenLinks, 2 regidors
- SP, 1 regidor

## Agermanaments
- Olomouc